# Manja Croiset
Manja Croiset (Amsterdam, 5 juli 1946 – Hoogland, januari 2022) was een Nederlandse schrijver, dichter, voordrachts- en beeldend kunstenaar. Ze was een telg uit de kunstenaarsfamilie Croiset en als dochter van twee Holocaust-overlevenden een tweedegeneratieslachtoffer. Over haar is een documentaire gemaakt, Manja, een leven achter onzichtbare tralies (2014).

## Biografie

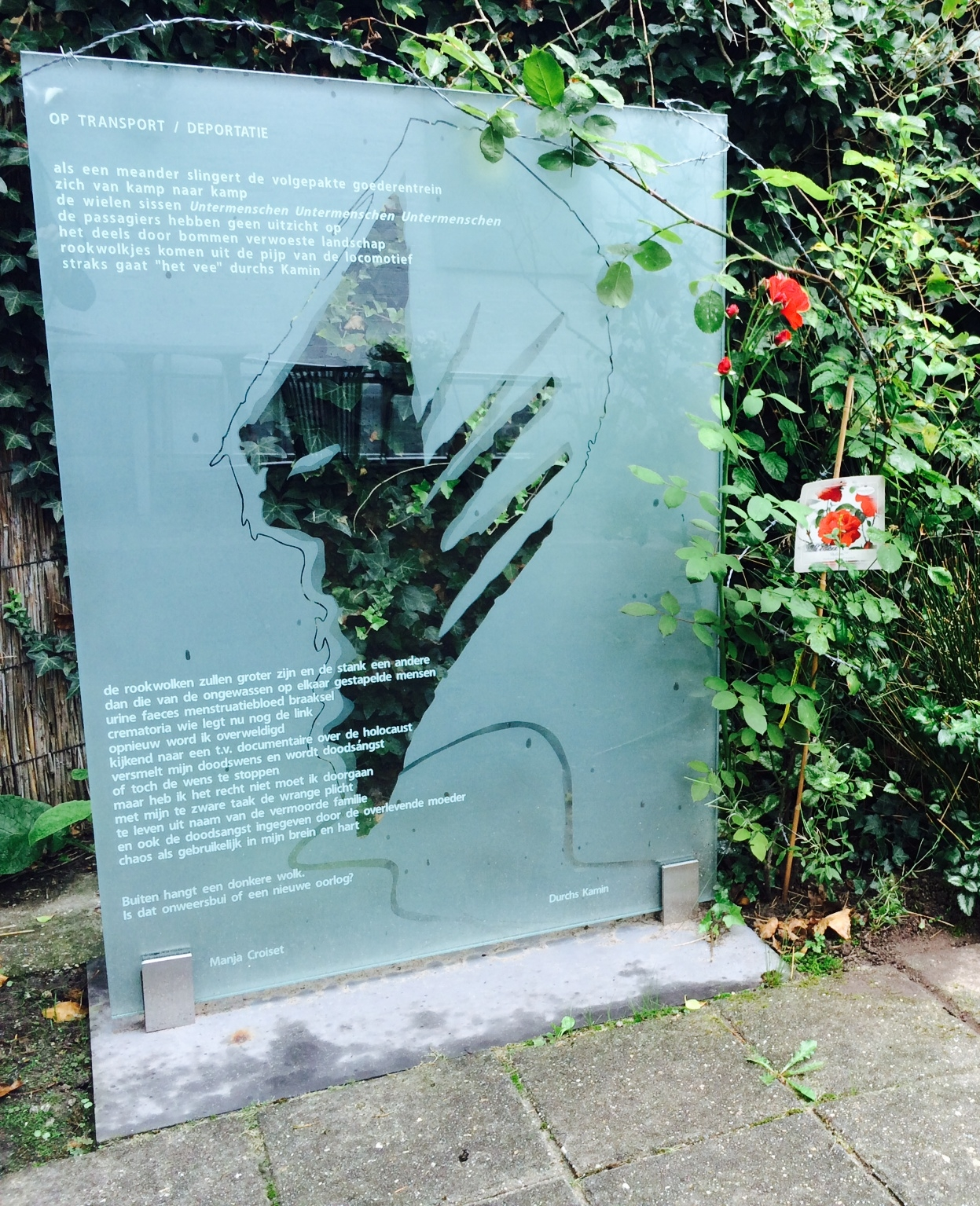
Kunstwerk met het gedicht ‘Op transport / Deportatie’ in het Amsterdamse Wertheimpark (foto: 2014)

Manja Croiset is kleinkind van Hijman Croiset, de pater familias van wat een bekende kunstenaarsfamilie is geworden. Ze was de jongste van drie dochters van Holocaust-overlevenden Odo Croiset en Paula Kool (1918-2012). Haar moeder Paula Kool overleefde als enige van haar familie de Holocaust. De familie was volgens de rassenwetten van Neurenberg van Joodse afkomst en werd daarom slachtoffer van de systematische genocide. Zelf zei Croiset hierover: "Zonder oorlog zou ik geen jood zijn". Haar vader Odo Croiset (1915-2011) werd gearresteerd wegens illegaal drukwerk en zat gevangen in diverse kampen. Ze is een nichtje van Hans Croiset en Jules Croiset. Haar bestaan werd gaandeweg beïnvloed door geestelijke beproevingen die relateren aan de geschiedenis van haar ouders: tijdens de zwangerschap van haar derde en jongste dochter (Manja) raakte haar moeder zwaar depressief toen ze in de loop van 1945 vernam dat haar hele familie tijdens de Holocaust was vermoord. Volgens Manja zou de band met haar moeder gedurende deze periode in de baarmoeder verstoord zijn.
Vanaf haar zesde ging ze op balletles bij Nel Roos en in 1960 danste ze voor Unicef in de Jaarbeurshallen. Op haar tiende begon ze met het schrijven van de kinderboeken Pietje en Sjaantje Deel I en Mier en Kabouter Deel II, welke ze zelf illustreerde. Op haar zestiende zou ze om afwijkend gedrag uit huis gezet zijn. Toen ze opgenomen werd in de psychiatrie, stopte ze met schrijven. De behandelingsmethode die Croiset onderging zou bestaan hebben uit volgestopt worden met medicijnen en regelmatig met injecties tot rust gedwongen worden.
Ze doorliep het Amsterdamse Barlaeus Gymnasium alvorens ze als redacteur aan de slag ging bij het Leidsch Dagblad, waar ze negen jaar werkte. Ze had vier bijdragen in Po-e-zine 13. Ze werkte in 2014 mee aan een tv-programma van de EO over euthanasie, en was in 2012 en 2015 onderwerp van twee reportages van de Joodse Omroep.
Pas rond haar zestigste pakte ze de pen weer op en verschenen van haar hand achterelkaar vijftien boeken. Ze schreef met name over haar leven, de oorlog, haar ervaringen in de psychiatrie en andere thema's die haar raakten. In 2009 ontving ze van Uitgeverij Elikser een trofee voor haar oeuvre en de krachtige stem die uit haar veelzijdige werk zou spreken. Het schrijven zou voor haar een vorm zijn geweest om haar ziekte te hanteren, waarbij haar slachtofferschap als rode draad door haar werk liep. Haar meest indrukwekkende werk zou haar autobiografie zijn, Mijn leven achter onzichtbare tralies (Gopher Publishers, 2007). Zowel dat boek als de documentaire met dezelfde titel worden geopend met Croisets zelfbedachte term 'onverwerkt verleden tijd' voor het trauma dat ze opliep wegens de vervolging van haar ouders door de nazi's.
Naast het schrijven ging ze ook als beeldend kunstenaar aan de slag en maakte ze tekeningen, sculpturen en schilderijen. Een aantal van haar werken werden geëxposeerd in Kamp Westerbork en later in Kamp Amersfoort.
Claustrofobie voor mijn bestaan
De woorden vloeien vanzelf
suïcide gedachten
maar ik ben opgesloten
in mijn dwangbuis van ziekte en angst
zo ondoordringbaar
dat niemand me kan horen
schreeuwen
De laatste jaren van haar leven bracht Croiset in isolatie en in bed door in en nabij haar woning in Hoogland, bij Amersfoort. Ze was slechthorend en zeer slechtziend en had op grond van haar lichamelijke toestand euthanasie kunnen krijgen, maar moest vanwege haar verleden ook met een psychiater spreken. Moegestreden had ze daar de kracht niet voor. Ze bleef actief op haar website, waar ze van zich liet horen, tot enkele dagen voor haar dood.

### Jeugdwerk
- 1956: Pietje en Sjaantje Deel I. Met eigengemaakte tekeningen
- 1956: Mier en Kabouter Deel II. Met eigengemaakte tekeningen

### Later werk
Silhouet
Wie is die vrouw
in de spiegel
ik ken haar niet
er is niets
tussen
mijn spiegelbeeld
en
mijn schaduw
- 2006: Dissonante Symfonie, Gopher Publishers. ISBN 978-9051793260[15]
- 2007: Uit de spelonken van mijn ziel, Gopher Publishers. ISBN 978-9051795127[15]
- 2007: Mijn leven achter onzichtbare tralies, Gopher Publishers. ISBN 9789051795110[15]
- 2008: Croisade van een Croiset, Elikser. ISBN 978-9089540201[15] Beschrijving van de Joodse tweede generatie-problematiek  waar Croiset onder gebukt is gegaan.[18]
- 2009: Een knipoog in de duisternis, Elikser. ISBN 978-9089540911[15]
- 2014-2015: Over de Shoah die nooit voorbij gaat, Brave New Books. Een trilogie met Croisets familiegeschiedenis
- 2016: Manja en de klinieken of de grote miskenning, Brave New Books. ISBN 978-9402132472. Beschrijving van Croisets levenslange gang door de psychiatrie.
- 2017: De Odyssee van mijn bestaan, Brave new Books. Dit boek werd binnen een jaar opgenomen in de collectie van Yad Vashem.[18]
- 2020: Brave meisjes schrijven geen geschiedenis. Brave women will create history, Brave New Books.[8]
- 2021: Brein, ghetto van gedachten, Brave New Books. Een zogenaamd 'hybride' boek, waarvan op voorhand aangekondigd werd dat dit het laatste boek van Croisets hand zou zijn, een "afscheid van haar schrijversbestaan en van het leven."[19][20]

## Documentaire
Er is een filmdocumentaire over Croisets leven gemaakt door de documentairemaker Willy Lindwer; Manja, een leven achter onzichtbare tralies, waarvan de titel ontleend is aan Croisets gelijknamige boek uit 2007. Lindwer zat als kind bij Croiset op school. De film ging op 24 februari 2014 in première in Eye Filmmuseum in Amsterdam en werd op 29 september 2016 uitgezonden op de regionale tv-zender RTV-NH/AT5. De film is opgenomen in het archief van Yad Vashem in Israël, inclusief de inleidende speeches en twee boeken van de schrijfster in de bibliotheek en videotheek.